# Docker (Cumbria)
Docker is een civil parish in het bestuurlijke gebied South Lakeland, in het Engelse graafschap Cumbria. Het dorp had volgens de statistieken in 2011 260 inwoners. In 2001 waren dit er nog 55.

## Etymologie
In het boek A Dictionary of Lake District Place-Names van Diana Whalley (English Place Name Society, 2006) wordt een verklaring geven voor de naam. De naam zou verwijzen naar een alm, een alm waar zuring groeit, afkomstig zijn van het Oudnoordse woord erg (zomerse weide - zie ook het Ierse woord airge met dezelfde betekenis) of verwijzen naar een eigennaam, mogelijk verwant aan de familie Parker. De naam Docker kent ook varianten als Dockray en Dockray Nook, eveneens met onduidelijke betekenis.

## Verkeer en vervoer

### Wegen
De A65 loopt door Docker en verbindt tevens de A6 met de M6.

### Spoorlijnen
De West Coast Main Line, tussen London Euston en Glasgow Central, loopt door Docker over het Docker-viaduct, maar stopt er niet. Er is geen enkel station in Docker. Het dichtstbijzijnde station is station Kendal op 7,5 km afstand. TransPennine Express bedient het station en verbindt Windermere met Oxenholme.
Op 24 februari 2007 ontspoorde een trein van Virgin Trains, op weg naar Glasgow Central, nabij Docker. Enkele wagons kantelden hierbij. De oorzaak hiervan werd al vrij snel vastgesteld: verouderde en onveilige gelaste spoorstaven. Bij het ongeluk kwam een 84-jarige vrouw genaamd Margaret Masson om het leven. Verder vielen er 22 gewonden. Na het ongeluk werd de rails grondig nagekeken en gemoderniseerd.

## Onderwijs
De dichtstbijzijnde basisschool is de Grayrigg Church of England-school in Grayrigg, 3 km ten noordwesten van Docker. De dichtstbijzijnde middelbare school is de Queen Katherine School in Kendal op 6 km afstand.

## Ziekenhuizen
Het dichtstbijzijnde ziekenhuis is Westmorland General Hospital in Kendal, op 6,3 km afstand.

## Winkelcentra
Het dichtstbijzijnde winkelcentrum is het Westmoreland Shopping Centre in Kendal, 9 km ten zuidwesten van Docker.

## Galerij

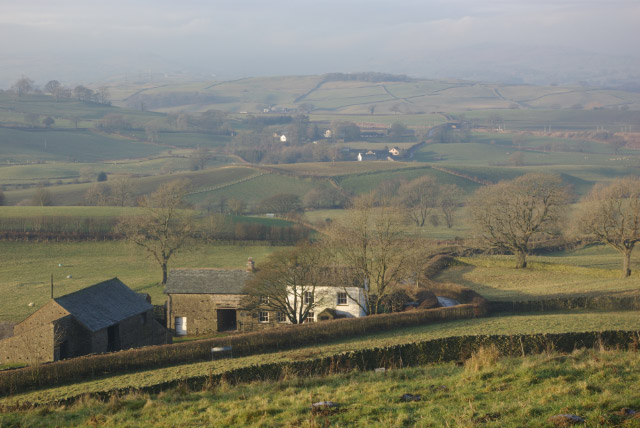
Boerderij Haygarth net buiten het dorp
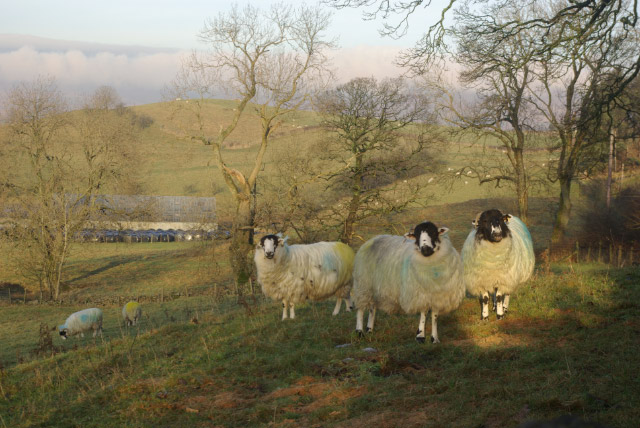
Schapen nabij het dorp
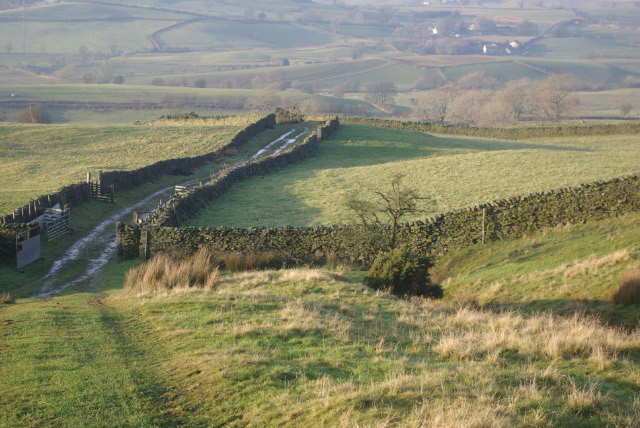
Wandelpad nabij het dorp